# Хунко, Хенрик
Хенрик Хунко (пол. Henryk Hunko) — польский актёр театра и кино.

## Биография
Хенрик Хунко родился 25 июня 1924 года в Варшаве. В 1949 году дебютировал в театре в Свиднице. Актёр театров в Свиднице и Вроцлаве. Умер 12 июля 1985 года во Вроцлаве, похоронен на вроцлавском Особовицком кладбище.

## Избранная фильмография
- 1955 — Ирена, домой! / Irena do domu — мужчина на пикнике
- 1956 — Тень / Cień — Баторый
- 1956 — Загадка старой штольни / Tajemnica dzikiego szybu — мужчина с флажком
- 1957 — Ева хочет спать / Ewa chce spać — вор
- 1958 — Ранчо Техас / Rancho Texas — Гапа
- 1959 — Крест храбрых / Krzyż Walecznych — поручик
- 1960 — Пиковый валет / Walet pikowy — Франко, вор
- 1960 — Цена одного преступления — Недзеля, милиционер
- 1960 — Стеклянная гора / Szklana góra — смотритель
- 1960 — Счастливчик Антони / Szczęściarz Antoni — друг Антония
- 1961 — Тарпаны / Tarpany — почтальон
- 1963 — Крещённые огнём / Skąpani w ogniu — Михаляк, бандит
- 1963 — Раненый в лесу / Ranny w lesie — «Серота»
- 1964 — Рукопись, найденная в Сарагосе / Rękopis znaleziony w Saragossie — палач инквизиции
- 1964 — Итальянец в Варшаве / Giuseppe w Warszawie — пассажир в поезде
- 1965 — Ленин в Польше / Lenin w Polsce — тюремный надзиратель
- 1965 — Нелюбимая / Niekochana — Ольбжимек, работник в бюро инженера Сливы
- 1967 — Долгая ночь / Długa noc — Шиманский
- 1967 — Прыжок / Skok — Кулик
- 1968 — Кукла / Lalka — репортер
- 1969 — Знаки на дороге / Znaki na drodze — шофёр
- 1970 — Пейзаж с героем / Pejzaż z bohaterem — милиционер
- 1971 — Кардиограмма / Kardiogram — пьяница в больнице
- 1971 — Миллион за Лауру / Milion za Laurę — переводчик в Италии
- 1971 — Проказа / Trąd — Кунц, член банды
- 1971 — Эпидемия / Zaraza — беглец из инфекционной больницы
- 1971 — Бриллиант Раджи (телефильм) — официант / полицейский
- 1973 — Дорога / Droga (только в 1-й серии)
- 1974 — Час за часом / Godzina za godziną — автомобильный механик в Лодзи
- 1974 — Сколько той жизни / Ile jest życia — механик в Крошибе (только в 1-й серии)
- 1975 — История греха / Dzieje grzechu — Батасиньский
- 1975 — Грех Антония Груды / Grzech Antoniego Grudy
- 1975 — Страх / Strach — мужчина который спит в рабочей гостинице
- 1975 — Опали листья с деревьев / Opadły liście z drzew — Ульке, доносчик гестапо
- 1976 — Прежде чем наступит день / Zanim nadejdzie dzień — железнодорожник ведущий велосипед
- 1978 — Посреди ночной тишины / Wśród nocnej ciszy — допрашиваемый мужчина
- 1979 — Грезить во сне / Śnić we śnie — Вово, служащий в сторожке
- 1982 — Да сгинет наваждение / Niech cię odleci mara — помощник ксёндза
- 1982 — Пансион пани Латтер / Pensja pani Latter — мужчина перед вокзалом
- 1982 — Аварийный выход / Wyjście awaryjne — священник в семинаре
- 1982 — Пепельная среда / Popielec — сторож (только в 3-й серии)
- 1984 — Кто этот человек? / Kim jest ten człowiek — носильщик на перроне
- 1985 — Кукушка в тёмном лесу / Kukułka w ciemnym lesie — немец